# 漫画 on Web
マンガ on ウェブ（まんが オン ウェブ）は、佐藤漫画製作所が発行しているウェブコミック雑誌、およびそのウェブサイト。
2017年に「漫画 on Web」から「マンガ on ウェブ」に改名された。2021年1月1日発売の第24号をもって休刊となっている。

## 概要
漫画家の佐藤秀峰が、漫画家と出版社との契約や、出版社・編集者との信頼関係に不信感を持っていたことから、自身の漫画を電子書籍として直販することを目的として2009年2月に「佐藤秀峰 on Web」として開設され、2010年3月31日に「漫画 on Web」として電子書籍の販売を開始。
当時は電子書籍が広く普及しはじめていた時期で、漫画家自身がウェブコミックを直販するビジネスモデルは珍しかった。
2014年11月に、事業を電子書籍専門の出版社に転換し、直販を廃止。また電子書籍出版取次サービス「電書バト」を開始し、販売はKindleストアなどの外部の電子書籍ストアを利用することになった。以降はウェブ漫画雑誌「マンガ on ウェブ」の制作・発行、佐藤漫画製作所が発行するウェブコミックのプロモーションが中心となっている。
投稿作品を掲載・販売するほか、ネームを対象とした漫画賞「ネーム大賞」も行っている。
2017年以降は「電書バト」は「マンガ on ウェブ」から独立し、佐藤漫画製作所の別部門として運営されている。
2021年1月1日に佐藤は雑誌の売り上げが低迷していることを理由に同日発売の第24号をもって休刊することを発表した。

## 作品リスト
公開されている作品については、流動的に増減するため、オンラインブック一覧を参照の事。
以下に、代表的な作家・作品を表記。
- 村岡ユウ
- ピョコタン
- さびしうろあき
- 佐藤秀峰
  - 海猿
  - ブラックジャックによろしく
    - 新ブラックジャックによろしく

  - 特攻の島
  - 漫画貧乏
  - 示談交渉人M
  - ハードタックル 佐藤秀峰傑作短編集
  - ボクマン制作ノート
  - Comic Sato
  - Stand by me 描クえもん
- 一色登希彦
  - モーティヴ
  - 九段坂下クロニクル
  - 阿部典史 200馬力の夢
  - ダービージョッキー
  - 久我山の五式
  - 日本沈没
  - 君はバイクに乗るだろう
- 佐藤智美
  - ムショ医
  - 「彼女」と「私」
  - Pair
  - ママポリ。
  - いつか笑顔で 男の子育て奮戦記
- 今泉伸二
  - カットイン・タートルズ
- みやわき心太郎
  - みやわき心太郎短編集
  - 私の愛するおばかさん
  - THE レイプマン（成人指定公開）
- 北里ナヲキ